# Albert Salvadó

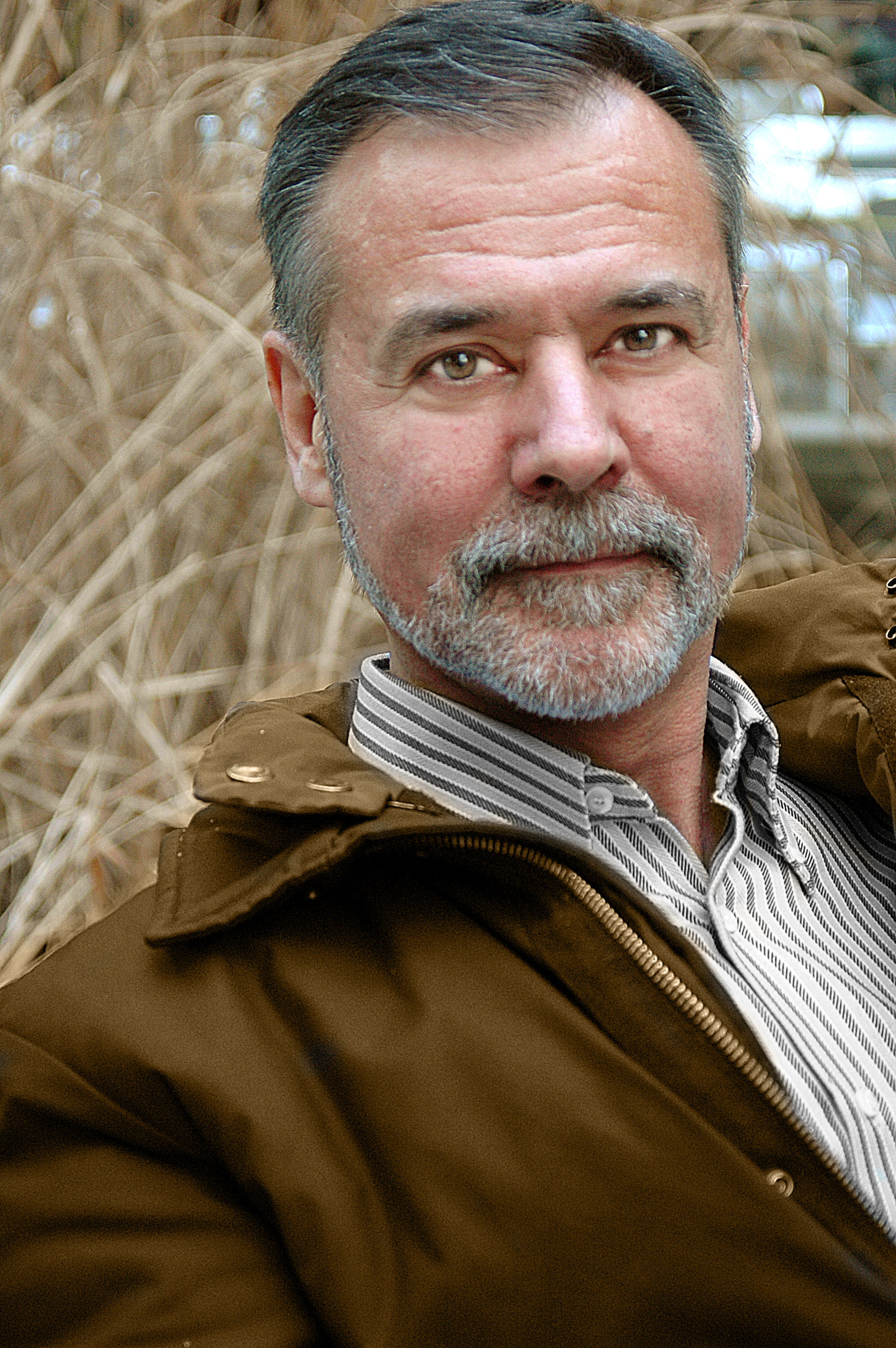
Albert Salvadó

Albert Salvadó (* 1. Februar 1951 in Andorra la Vella; † 3. Dezember 2020) war ein andorranischer Wirtschaftsingenieur und katalanischer Autor.

## Leben
Er schrieb Romane, Essays und Kurzgeschichten (letztere insbesondere im Bereich der Kinder- und Jugenderzählungen). Bekannt geworden ist er vor allem durch seine historischen Romane, die stets Realität und Fiktion miteinander verbinden und häufig Elemente des Kriminalromans oder „Mystery-Thrillers“ enthalten. Albert Salvadó war einer der katalanischen Autoren mit den meisten Veröffentlichungen im spanischsprachigen Buchmarkt, bis 2004 waren allein sieben seiner Werke – von ihm selbst übersetzt – in Spanisch erschienen.

## Werke
- El mestre de Kheops (1997)
- L'enigma de Constantí el Gran (1999)
- L'anell d'Àtila (1999)
- El rapte, el mort i el Marsellès (2000)
- Jaume I el Conqueridor (El punyal del sarraí, La reina hongaresa, Parleu o mateu-me) (2001)
- L'ull del diable (2001)
- El relat de Gunter Psarris (2001)
- Un vot per l'esperança (2002)
- Els ulls d'Anníbal (2002)
- L’ombra d’Ali Bei (Maleït català!, Maleït musulmà!, Maleït cristià!) (2004)
- La gran concubina d'Amon (2005)
- L'informe Phaeton (2007)
- Una vida en joc (2010)
- Obre els ulls i desperta (2011)
- El ball de la vida (2016), in Assoziation mit Anna Tohà
- Vols viure? (2018)

## Auszeichnungen
- 1982: LA IMAGINACIÓN DEL NIÑO. Gewinner Premio Xerric-Xerrac de Cuentos Infantiles.
- 1985: LIBERTAD PARA SATANÁS. Ausgewählte Arbeiten für el Premio Plaza & Janés.
- 1997: EL ENIGMA DE CONSTANTINO EL GRANDE. Finalist Premio Néstor Luján de Novela Histórica.
- 1998 EL MAESTRO DE KEOPS. Gewinner Premio Néstor Luján de Novela Histórica.
- 1999: EL ANILLO DE ATILA. Gewinner Premio Fiter i Rossell del Círculo de Artes y Letras
- 2000: EL RAPTO, EL MUERTO Y EL MARSELLÉS. Gewinner Premio Serie Negra de Planeta.
- 2002: LOS OJOS DE ANÍBAL. Gewinner Premio Carlemany.
- 2005: LA GRAN CONCUBINA DE AMÓN. Gewinner Premio de Novela Histórica Néstor Luján 2005
- 2016: PREMIO “EL VI FA SANG”. Auszeichnung für seine literarische Karriere